# Хуруешти (Бакау)
Хуруешти (рум. Hurueşti) насеље је у Румунији у округу Бакау у општини Хурујешти. Oпштина се налази на надморској висини од 281 m.

## Становништво
Према подацима из 2011. године у насељу је живело 2821 становника.